# هبار بن سفيان
الصحابي هبّار بن سفيان بن عبد الأسد بن هلال بن عبد الله بن عمر بن مخزوم القرشيّ المخزوميّ، من بني مخزوم، عمه أبو سلمة بن عبد الأسد، أمه بنت عبد بن أبي قيس ابن عبد وُدّ بن نَصْر بن مالك بن حِسْل بن عامر بن لُؤيّ، وهى أخت عمرو بن عبد وُدّ الذي قتله علي بن أبي طالب في غزوة الخندق، وكان هبّار قديم الإسلام بمكّة وهاجر إلى أرض الحبشة في الهجرة الثانية، وقُتل يوم أجْنادِين بالشأم في سنة 13 هـ، وقيل :استشهد باليرموك. وقيل بمؤتة.